# Josico Moreno
José Joaquín Moreno Verdú (Isso, Hellín, Albacete, 6 de enero de 1975) más conocido como Josico, es un exfutbolista y entrenador español. Jugaba como mediocentro defensivo, aunque en alguna ocasión llegó a jugar en el centro de la defensa. El último equipo en el que militó antes de retirarse fue la U. D. Las Palmas, de la Segunda División. Actualmente está sin equipo tras su cese en la U. D. Socuéllamos de la Segunda División RFEF.

## Trayectoria

### Como jugador
Josico se formó en las categorías inferiores del Albacete Balompié, equipo con el que debutó en Primera División en 1995 de la mano del que fuera entrenador del equipo en aquel entonces, Benito Floro. En el conjunto manchego estuvo tres temporadas, tras las que fue traspasado a la Unión Deportiva Las Palmas, entidad en la que militó cuatro años, tras los que firmó por el Villarreal C. F.. En el club castellonense tuvo una presencia muy importante en el once titular, independientemente del entrenador que estuviera al frente del equipo, hasta llegar a llevar el brazalete de capitán en numerosas ocasiones. Tras desvincularse del Villarreal y después de un paso fugaz por el fútbol turco en el Fenerbahce S. K., volvió a la U. D. Las Palmas en verano de 2009.
El día 4 de junio de 2011 Josico jugó su último partido con la U. D Las Palmas y de su carrera deportiva, en el derbi canario, en el cual venció el equipo amarillo por 1 a 0 al Club Deportivo Tenerife, ya descendido a 2.ª B, fallando un penalti el propio jugador manchego.

### Como entrenador
Tras su retirada se incorpora al cuerpo técnico de la Unión Deportiva Las Palmas. Las dos primeras temporadas se dedica a realizar informes de los rivales del primer equipo. En la temporada 2013-14 pasa a entrenar al juvenil "C" del club, hasta que el 26 de mayo de 2014 es nombrado nuevo entrenador del primer equipo de la U. D. Las Palmas, tras el cese de Sergio Lobera. Dirigió al conjunto amarillo en dos partidos, cosechando una derrota y una victoria, que significaron terminar en 6.º puesto y acceder así a la promoción de ascenso. Allí llegó a la final, pero se le escapó el ascenso en el último suspiro.
En la temporada 2014-15 se hizo cargo del equipo filial de la U. D. Las Palmas, que actúa por segundo año consecutivo en Segunda B. Fue cesado en marzo de 2015. En noviembre de 2015, firma con el Fútbol Club Jumilla del Grupo 4 de Segunda División B sustituyendo a Jordi Fabregat. Tras sólo 14 encuentros es apartado del banquillo.
En marzo de 2017 se hace cargo del Atlético Baleares también en Segunda B. Abandonó el club al final de la temporada, quedando libre hasta noviembre, cuando se incorpora al Elche C. F., sustituyendo al cesado Vicente Mir. El 25 de febrero de 2018 sufrió el mismo destino que su antecesor y fue cesado.
El 8 de noviembre de 2019 se convirtió en entrenador de la Unión Deportiva San Sebastián de los Reyes. El 9 de marzo de 2020 fue cesado en su cargo. Tras casi un año sin equipo, el 18 de febrero de 2021 fue nombrado entrenador del Socuéllamos, también en Segunda B. En esa primera temporada logró el objetivo de mantener al equipo en la categoría, renovando su contrato. Pero la siguiente temporada, ahora en la nueva Segunda RFEF, los resultados no fueron los esperados y el 22 de diciembre fue cesado en su cargo.

## Selección española
Aunque no ha participado con la selección española absoluta, pero sí con la categoría sub-21, con la que jugó siete partidos, conquistó el título de campeón europeo en 1998 y de la que fue capitán.

## Clubes y estadísticas como jugador
| Club                                | Año       | División             | Part. | Goles |
| ----------------------------------- | --------- | -------------------- | ----- | ----- |
| Hellín Deportivo · España           | 1994-1995 | Tercera División     | -     | -     |
| Albacete Balompié · España          | 1995-1996 | Primera División     | 28    | 2     |
| Albacete Balompié · España          | 1996-1997 | Segunda División     | 34    | 3     |
| Albacete Balompié · España          | 1997-1998 | Segunda División     | 34    | 2     |
| Unión Deportiva Las Palmas · España | 1998-1999 | Segunda División     | 35    | 3     |
| Unión Deportiva Las Palmas · España | 1999-2000 | Segunda División     | 33    | 3     |
| Unión Deportiva Las Palmas · España | 2000-2001 | Primera División     | 31    | 2     |
| Unión Deportiva Las Palmas · España | 2001-2002 | Primera División     | 29    | 4     |
| Villarreal Club de Fútbol · España  | 2002-2003 | Primera División     | 30    | 2     |
| Villarreal Club de Fútbol · España  | 2003-2004 | Primera División     | 26    | 0     |
| Villarreal Club de Fútbol · España  | 2003-2004 | Copa UEFA            | 10    | 1     |
| Villarreal Club de Fútbol · España  | 2004-2005 | Primera División     | 29    | 1     |
| Villarreal Club de Fútbol · España  | 2004-2005 | Copa UEFA            | 10    | 0     |
| Villarreal Club de Fútbol · España  | 2005-2006 | Primera División     | 26    | 1     |
| Villarreal Club de Fútbol · España  | 2005-2006 | Liga de Campeones    | 11    | 0     |
| Villarreal Club de Fútbol · España  | 2006-2007 | Primera División     | 26    | 1     |
| Villarreal Club de Fútbol · España  | 2007-2008 | Primera División     | 13    | 0     |
| Villarreal Club de Fútbol · España  | 2007-2008 | Copa UEFA            | 5     | 0     |
| Fenerbahce Spor Kulübü Turquía      | 2008-2009 | Superliga de Turquía | 14    | 0     |
| Fenerbahce Spor Kulübü Turquía      | 2008-2009 | Liga de Campeones    | 4     | 0     |
| Unión Deportiva Las Palmas · España | 2009-2010 | Segunda División     | 12    | 0     |
| Unión Deportiva Las Palmas · España | 2010-2011 | Segunda División     | 25    | 2     |

## Clubes como entrenador
| Club                | País   | Año       |
| ------------------- | ------ | --------- |
| U. D. Las Palmas    | España | 2014      |
| Las Palmas Atlético | España | 2014-2015 |
| Fútbol Club Jumilla | España | 2015-2016 |
| Atlético Baleares   | España | 2017      |
| Elche C. F.         | España | 2017-2018 |
| U. D. Sanse         | España | 2019-2020 |
| Socuéllamos         | España | 2021      |

## Palmarés
- 1 Campeonato de Segunda División de España (U. D. Las Palmas,1999-2000)
- 1 Ascenso a Primera División (U. D. Las Palmas,1999-2000)
- 2 Copas Intertoto: 2003 y 2004.
- 1 Eurocopa Sub-21: 1998.
- Semifinalista de la Liga de Campeones de la UEFA: 2006.
- Semifinalista de la Copa de la UEFA: 2004
- Subcampeón Copa Intertoto: 2002